# David Murry
David Murry, né le 29 janvier 1957 à La Nouvelle-Orléans, est un pilote automobile américain. Il compte notamment quatre participations aux 24 Heures du Mans, entre 1998 et 2011.

## Biographie
Dans les années 1990, il pilote une Lotus Esprit en championnat IMSA GT.
En 1998, il participe pour la première fois aux 24 Heures du Mans. Il pilote la Porsche LMP1-98 de Porsche Joest Racing et abandonne.
Il participe à nouveau aux 24 Heures du Mans en 2000 et termine 17e, son meilleur résultat dans la classique mancelle.
En 2001, aux 24 Heures du Mans, il pilote la Reynard 01Q-LM de Dick Barbour Racing,. En parallèle, il participe à l'American Le Mans Series au sein du Kelly Moss Racing,.
En 2009, il pilote la Ford GT de Robertson Racing en American Le Mans Series.
Il connaît sa dernière participation aux 24 Heures du Mans en 2011 avec la Ford GT de Robertson Racing.

## Résultats aux 24 Heures du Mans
Résultats de David Murry aux 24 Heures du Mans,:
| Année | Équipe                    | Voiture                 | Coéquipiers                          | Résultat |
| ----- | ------------------------- | ----------------------- | ------------------------------------ | -------- |
| 1998  | Porsche Joest Racing      | Porsche LMP1-98         | Pierre-Henri Raphanel / James Weaver | Abandon  |
| 2000  | Skea Racing International | Porsche 911 GT3 R (996) | Johnny Mowlem / Sascha Maassen       | 17e      |
| 2001  | Dick Barbour Racing       | Reynard 01Q-LM          | John Graham / Milka Duno             | Abandon  |
| 2011  | Robertson Racing          | Ford GT                 | David Robertson / Andrea Robertson   | 26e      |